# Michael Jones
Michael Jones (Welshpool, 28 januari 1952) is een uit Wales afkomstige Franse zanger, gitarist en songwriter. Jones is sinds 1989 lid van de liefdadigheidsinstelling Les Enfoirés.

## Biografie
Michael Jones is de zoon van de Welshman John Merick Jones en de Franse Simone Lalleman uit Normandië. In zijn kindertijd en jeugd leerde hij drums en later gitaar. In 1966 formeerde hij zijn eerste band de District Council Dib Dob Band.
Op 19-jarige leeftijd reisde Jones tijdens de vakantie naar Frankrijk, waar hij verbleef en zich vestigde. In de daaropvolgende zes jaar speelde hij als gitarist en zanger in de Normandische band Travers & Cie, samen met Hubert Travert en Michael Cousin, die nu Jones' podiumdrummer is. Het trio bracht in 1972 een single uit, voor wiens B-kant Jones mede-auteur was. In 1977 trad Jones toe tot de band Taï Phong, waarbinnen hij kennismaakte met Jean-Jacques Goldman, die hij op tournee verving. In 1979 trad hij ook op met de band Week-end millionaire uit Toulouse. Na het verlaten van Taï Phong in 1980 vormde Jones de door William Sheller geproduceerde band Gulfstream en werkte hij aan andere projecten. Onder het pseudoniem Sweet Memories schreef Jean-Jacques Goldman in 1983 voor hem het lied Viens.
Vanaf 1983 werkte Jones eerst met Jean-Jacques Goldman, die hij op tournee begeleidde en later met Carole Fredericks. Hij schreef en interpreteerde de hit Je te donne samen met Goldman in 1985. Het jaar daarop werd zijn lied Guitar Man uitgebracht als single, die hij ook zong tijdens concerten op Goldmans tournees. In 1990 vormden Carole Fredericks, Jean-Jacques Goldman en Michael Jones uiteindelijk het trio Fredericks Goldman Jones en brachten verschillende succesvolle albums uit in de vijf jaar van hun latere samenwerking. In 1993 bracht Jones zijn album Best-of 83-93 uit, dat acht nummers bevatte, waarvan er drie nog niet waren uitgebracht op het moment van publicatie. In 1998 nam Jones eerst deel aan de opname van Goldmans album En passant en vervolgens aan de daaropvolgende tournee van zijn vriend. Hij was ook betrokken bij Goldmans album Chanson pour les pieds uit 2001 en de daaropvolgende tournee. Naast zijn werk met Goldman bleef Jones werken aan zijn solocarrière met het uitbrengen van de albums À consommer sans modération (1997) en Prises et reprises (2004). Op tournee werd hij begeleid door bassist Claude Le Péron, drummer Michel Cousin, gitarist Jacky Mascarel en harpiste Caroline Bonhomme op piano.
In 2004, 2005 en 2006 verscheen Jones in de Franse televisieshow Star Academy, een muziek- en reality tv-formaat, dat deels vergelijkbaar is met de Duitse casting show Deutschland sucht den Superstar. Vervolgens richtte hij samen met Erick Benzi, Gildas Arzel en Christian Séguret de band El Club op, waarvan het gelijknamige debuutalbum op 4 juni 2007 werd uitgebracht.
Naast zijn werk met Goldman bleef Jones werken aan zijn solocarrière met het uitbrengen van de albums À consommer sans modération (1997) en Prises et reprises (2004). Op tournee werd hij begeleid door bassist Claude Le Péron, drummer Michel Cousin, gitarist Jacky Mascarel en harpiste Caroline Bonhomme op piano.
In november 2008 werd Jones door de Britse band Status Quo uitgenodigd om als speciale gast op te treden tijdens de concerten van de groepstournee door Frankrijk. Op 8 juni 2009 bracht hij het album Celtic Blues uit, dat werd gevolgd door het live-album Celtic Blues Live.
In 2013 kondigde Jones het einde van zijn carrière aan om gezondheidsredenen, die hij zou eindigen met een laatste tournee door Frankrijk en het album 40 60. Het album bevat twee nieuwe nummers van Jean-Jacques Goldman, een duet met Francis Cabrel en een studio-opname van het duet Je te donne met Goldman in een akoestische versie. De naam van het album 40 60 is een verwijzing naar Jones' 40-jarige carrière als muzikant en zijn leeftijd toen het album werd uitgebracht.

## Discografie
Albums sinds 1972
- 1972: Travert & Cie
- 1979: Tai phong – Last Flight
- 1981: Gulfstream
- 1984: Viens
- 1986: Guitar Man
- 1987: Michael Jones and the Swinglers
- 1990: Fredericks Goldman Jones
- 1992: Sur scène
- 1993: Rouge
- 1993: Michael Jones 83–93
- 1995: Du new morning au Zénith
- 1997: A consommer sans modération
- 2004: Prises et reprises
- 2007: El club
- 2009: Celtic Blues
- ???? Celtic Blues Live
- 2013: 40 60